# 1984년 하계 올림픽 콜롬비아 선수단
콜롬비아는 1984년 7월 28일부터 8월 12일까지 미국 로스앤젤레스에서 열린 제23회 하계 올림픽에 참가했다.

## 양궁
| 선수 | 세부 종목 | 1라운드 | 2라운드 | 합계 | 순위 |

## 육상
| 선수 | 세부 종목 | 예선 | 예선 | 준준결선 | 준준결선 | 준결선 | 준결선 | 결선 | 결선 |
| 선수 | 세부 종목 | 기록 | 순위 | 기록     | 순위     | 기록   | 순위   | 기록 | 순위 |